# 東近江市立能登川病院
東近江市立能登川病院（ひがしおうみしりつのとがわびょういん）は、滋賀県東近江市にある医療機関である。東近江市病院事業の設置等に関する条例により設置された市立の病院であり、2015年4月より医療法人社団昴会が指定管理者として運営にあたっている。

## 沿革
- 1944年（昭和19年）12月 - 日本医療団能登川診療所が開院。
- 1945年（昭和20年）12月 - 日本医療団能登川診療所が閉院。
- 1947年（昭和22年）5月 - 能登川町民国民健康保険組合直営能登川病院が開院。
- 1951年（昭和26年）4月 - 能登川町営に移行し、能登川町国民健康保険能登川病院と改称。
- 1963年（昭和38年）4月 - 地方公営企業法を全部適用。
- 1995年（平成7年）4月 - 現在地に新築移転。
- 2006年（平成18年）1月 - 合併により、現在の名称となる。
- 2015年（平成27年）4月 - 医療法人社団昴会が指定管理者となる。

## 診療科
- 内科
- 循環器内科
- 消化器内科
- 神経内科
- 外科
- 脳神経外科
- 小児科
- 整形外科
- 眼科
- 耳鼻咽喉科
- リハビリテーション科
- 皮膚科
- 形成外科
- 泌尿器科

## アクセス
- JR東海道本線（琵琶湖線）能登川駅より徒歩約7分。
- ちょこっとバス・タクシー 大中線で能登川病院下車[注 1]。

## 巡回バス
平日は昴会（当院の指定管理者）の巡回シャトルが運行される。なお、本数はＡ巡回・Ｂ巡回とも1日に3便ずつ（ともに片方向。本数は午前2便、午後1便）であるが、患者以外の乗車はできない。
- Ａ巡回：日野記念病院 → 蒲生医療センター → 八日市駅 → 能登川病院 → 湖東記念病院 → 蒲生医療センター → 日野記念病院
- Ｂ巡回：蒲生医療センター → 日野記念病院 → 湖東記念病院 → 能登川病院 → 八日市駅 → 蒲生医療センター

※土曜・休日は運休するが、土曜は予約があると運行することもある（ただし、「蒲生医療センター」へ寄ることはできない）。